# Stuart Shaw
Pour les articles homonymes, voir Shaw.
Stuart Shaw, né le 19 novembre 1977 à Canberra, est un coureur cycliste australien, membre de l'équipe Search2retain-Health.com.au.

## Palmarès
- 2005
  - 2e étape du Tour of Gippsland
  - 2e étape du Tour de Tasmanie
  - 7e étape du Tour of the Murray River
  - 2e du Tour de Corée
- 2006
  - 2e étape du Tour de Wellington
  - 1re et 5e étapes du Tour de Corée
  - 2e de la Goulburn to Sydney Classic
  - 3e du Canberra Tour
- 2007
  - National Road Series
  - 4e étape du Canberra Tour
  - Tour de Perth :
    - Classement général
    - 2ea étape

  - 2e du Mersey Valley Tour
- 2008
  - 3e de Halle-Ingooigem
- 2009
  - 2e étape du Canberra Tour
  - 1re étape du Tour de Gironde
  - 10e étape du Tour de Nouvelle-Calédonie
  - 2e du Canberra Tour
- 2010
  - 7e étape du Tour de Langkawi
  - 1reétape du Tour of the Murray River
  - 2e du Tour of the Murray River
- 2011
  - 3e du championnat d'Australie du critérium
- 2016
  - 3e étape du National Capital Tour

## Classements mondiaux
| Année            | 2005 | 2006 | 2007 | 2008 | 2009 | 2010 | 2011  | 2012 |
| ---------------- | ---- | ---- | ---- | ---- | ---- | ---- | ----- | ---- |
| UCI Asia Tour    | 52e  | 56e  | 199e |      | 120e | 104e |       | 274e |
| UCI Europe Tour  |      |      |      | 496e | 798e |      | 1128e |      |
| UCI Oceania Tour | 38e  | 64e  | 53e  | 40e  | 66e  |      |       |      |